# 冢子村古墓
冢子村古墓，位于中国河北省邢台市冢子村，为邢台市清河县的一个省级文物保护单位，类型为古墓葬，公布时间为1982年7月23日。
冢子村古墓的历史年代为汉代。